# Deutsche ATSB-Fußballmeisterschaft 1929/30
Die deutsche ATSB-Fußballmeisterschaft 1930 war die elfte vom Arbeiter-Turn- und Sportbund ausgerichtete deutsche Meisterschaft im Fußball. Sieger wurde der TSV Nürnberg-Ost.

## Modus und Teilnehmer
Die Meister der 17 ATSB-Kreise ermittelten in vier regionalen Endrunden die Teilnehmer an der Endrunde auf Reichsebene. Bis auf die süddeutsche Regionalmeisterschaft wurde im K.-o.-System gespielt.
| Nordwestdeutschland - Bahrenfelder SV - SC 1926 Kassel - SC Obersprockhövel - FT Ricklingen | Mitteldeutschland - FT Aschersleben - Wacker Hindenburg - TuS Niederhaßlau - ATV Steinach | Ostdeutschland - Vorwärts Königsberg - FTSV Kostebrau - Luckenwalder TS - FT Podejuch | Süddeutschland - SC Böckingen - ASV Hagsfeld - TuS München-Ost - Vorwärts Neu-Isenburg - TSV Nürnberg-Ost |

## Verbandsmeisterschaften

### Nordwest
Halbfinale
| Datum         |                | Ergebnis             |                    | Austragungsort                |
| ------------- | -------------- | -------------------- | ------------------ | ----------------------------- |
| 23. März 1930 | SC 1926 Kassel | 2:3 (1:2)            | SC Obersprockhövel | Kassel, Hessenkampfbahn       |
| 30. März 1930 | FT Ricklingen  | 3:4 n. V. (0:3, 0:0) | Bahrenfelder SV    | Hannover, Städtisches Stadion |

Finale
| Datum          |                    | Ergebnis  |                 | Austragungsort |
| -------------- | ------------------ | --------- | --------------- | -------------- |
| 13. April 1930 | SC Obersprockhövel | 2:3 (1:2) | Bahrenfelder SV | Gevelsberg     |

### Mitte
Halbfinale
| Datum         |                  | Ergebnis  |                   | Austragungsort           |
| ------------- | ---------------- | --------- | ----------------- | ------------------------ |
| 9. März 1930  | FT Aschersleben  | 2:3 (0:1) | ATV Steinach      | Aschersleben             |
| 16. März 1930 | TSV Niederhaßlau | 6:1 (2:1) | Wacker Hindenburg | Dresden, Ilgen-Kampfbahn |

Finale
| Datum         |              | Ergebnis  |                  | Austragungsort |
| ------------- | ------------ | --------- | ---------------- | -------------- |
| 23. März 1930 | ATV Steinach | 2:0 (1:0) | TSV Niederhaßlau | Gera           |

### Ost
Halbfinale
| Datum         |                     | Ergebnis  |                | Austragungsort         |
| ------------- | ------------------- | --------- | -------------- | ---------------------- |
| 30. März 1930 | Vorwärts Königsberg | 4:1 (0:1) | FTV Podejuch   | Königsberg             |
| 23. März 1930 | Luckenwalder TS     | 0:6 (0:3) | FTSV Kostebrau | Luckenwalde, Hetzheide |

Finale
| Datum         |                | Ergebnis  |                     | Austragungsort |
| ------------- | -------------- | --------- | ------------------- | -------------- |
| 6. April 1930 | FTSV Kostebrau | 8:2 (5:0) | Vorwärts Königsberg | Finsterwalde   |

### Süd
In Süddeutschland trugen die fünf Kreismeister eine einfache Punkterunde aus, in der sich der TSV Nürnberg-Ost durchsetzte. Der SC Böckingen schlug den ASV Hagsfeld mit 4:1, erreichte ein 1:1 bei Nürnberg-Ost sowie ein 3:3 gegen München-Ost und verlor in Neu-Isenburg mit 1:2.
| Platz | Verein                | Sp. | Punkte |
| ----- | --------------------- | --- | ------ |
| 1.    | TSV Nürnberg-Ost      | 4   | 7:1    |
| 2.    | Vorwärts Neu-Isenburg | 4   | 4:4    |
| 3.    | SC Böckingen          | 4   | 4:4    |
| 4.    | TuS München-Ost       | 4   | 3:5    |
| 5.    | ASV Hagsfeld          | 4   | 2:6    |

## Endrunde um die Bundesmeisterschaft
Halbfinale
| Datum          |                 | Ergebnis  |                  | Austragungsort           |
| -------------- | --------------- | --------- | ---------------- | ------------------------ |
| 27. April 1930 | FTSV Kostebrau  | 1:2 (0:0) | TSV Nürnberg-Ost | Finsterwalde             |
| 11. Mai 1930   | Bahrenfelder SV | 7:1 (2:0) | ATV Steinach     | Altona, Altonaer Stadion |

Finale
| Datum        |                  | Ergebnis  |                 | Austragungsort                |
| ------------ | ---------------- | --------- | --------------- | ----------------------------- |
| 25. Mai 1930 | TSV Nürnberg-Ost | 6:1 (1:0) | Bahrenfelder SV | Nürnberg, Städtisches Stadion |